# 1767 en science
| Années de la science : 1764 - 1765 - 1766 - 1767 - 1768 - 1769 - 1770    |
| Décennies de la science : 1730 - 1740 - 1750 - 1760 - 1770 - 1780 - 1790 |

Cet article présente les faits marquants de l'année 1767 en science.

## Événements

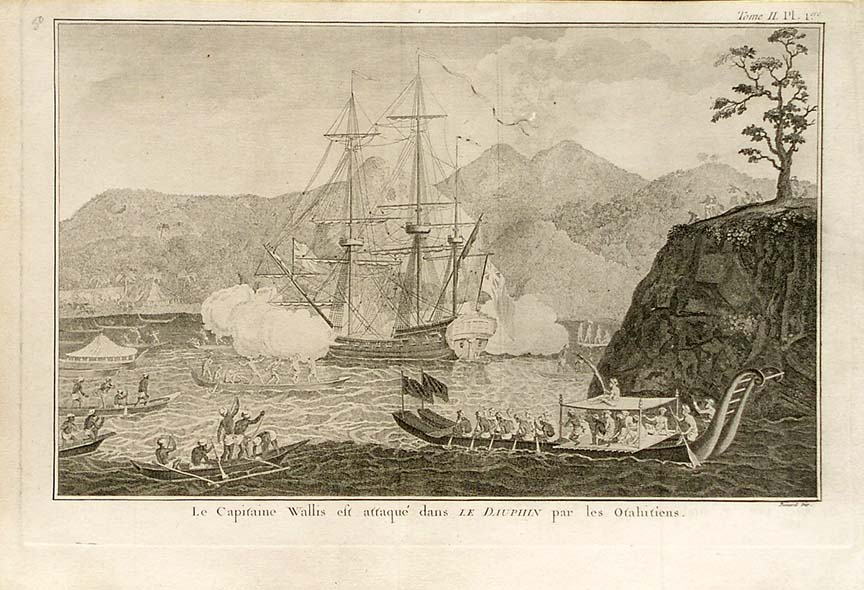
Le à Tahiti.

- Janvier : première parution du Nautical Almanac publié par le Bureau des Longitudes de Londres sous l'égide de l'astronome royal Nevil Maskelyne de l'Observatoire royal de Greenwich[1]. Il  fournit la première méthode fiable de détermination de la longitude pour les navigateurs.
- 19 juin : Samuel Wallis, capitaine britannique du HMS Dolphin, est le premier européen a aborder l’île de Tahiti, au cours d’un voyage autour du monde[2].
- 2 juillet : Philip Carteret découvre les Îles Pitcairn[3].
- Juillet : le  naturaliste français Philibert Commerson découvre le bougainvillier lors d'une escale au Brésil de l’expédition autour du monde de Bougainville[4].
- 15 septembre : Philip Carteret découvre les Îles de l'Amirauté[3].
- Automne :l'explorateur  Daniel Boone, son frère Squire et William Hill passent le col du Cumberland Gap dans les Appalaches et atteignent le Kentucky pour la première fois[5].

- Deux montres marines de l'horloger français Pierre Le Roy sont testés en mer sur la frégate Aurore. La longitude calculée est précise à deux secondes près[6].
- Le britannique Richard Reynolds (en) remplace les rails de bois par des rails en fonte pour les chemins de fer de mines allant de Coalbrookdale à la Severn[7].
- Le physicien suisse Horace Bénédict de Saussure invente la « boîte chaude », afin de démontrer l'effet de serre. Il est considéré comme le précurseur du capteur solaire plan[8].

## Publications

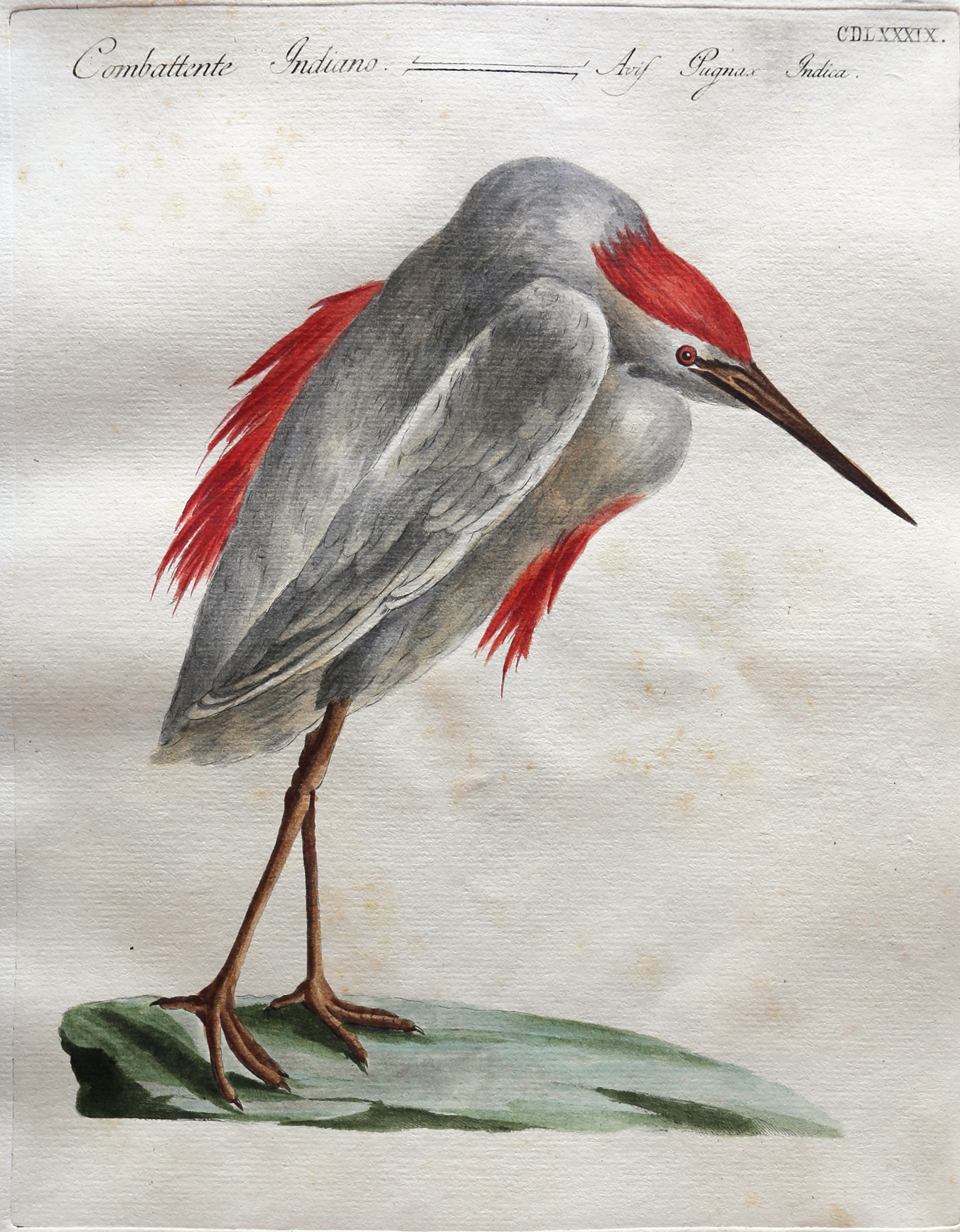
Planche de lOrnithologia methodice digesta.

- Saverio Manetti : Ornithologia methodice digesta, atque iconibus aeneis ad vivum illuminatis ornata, à Florence, une histoire naturelle des oiseaux en cinq volumes et 600 planches publiés de 1767 à 1776.
- Tobias Mayer : Theoria Lunæ juxta systema Newtonianum (Théorie de la Lune selon le système newtonien), posthume.
- Joseph Priestley : The History and Present State of Electricity, London, J. Dodsley, J. Johnson and T. Cadell, 1767. Il donne les premières mesures de conductibilité relatives et observe que l’électrisation des conducteurs est superficielle.
- Arthur Young : The Farmer's Letters to the People of England, London, W. Nicoll.

### Économie
- Juillet : L’ordre naturel essentiel des sociétés politiques, de Le Mercier de la Rivière[9].
- Novembre : Essai analytique sur la richesse et sur l’impôt, de Graslin, qui s’oppose à la doctrine physiocrate[9].
- Principes et observations économiques, Véron de Forbonnais[9].
- Les intérêts des nations d’Europe relativement au commerce, de Montaudouin de La Touche et Accarias de Sérionne [9].

## Prix
- Médailles de la Royal Society
  - Médaille Copley : John Ellis, (1710-1776), pour des articles sur la nature animale du genre de zoophytes appelés Corallina.

## Naissances

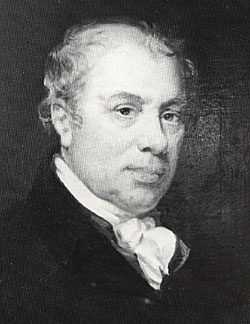
Alexander Macleay

- 15 janvier : Anders Gustaf Ekeberg (mort en 1813), chimiste suédois.
- 2 février : Heinrich Friedrich Link (mort en 1851), botaniste et naturaliste allemand.
  - Mars : Armand Seguin (mort en 1835), chimiste et  industriel français.
- 8 avril : François Artaud (mort en 1838), archéologue français[10].
- 14 mai : Peter Ewart (mort en 1842), ingénieur britannique.
- 18 mai : Charles Barbier de La Serre (mort en 1841), officier de l'armée française et inventeur de la sonographie.
- 27 mai : Rosalie Huzard (morte en 1849), éditeur et imprimeur française, spécialisée dans la littérature vétérinaire et agronomique.
- 22 juin : Wilhelm von Humboldt (mort en 1835), linguiste, fonctionnaire, diplomate, et philosophe allemand.
- 24 juin : Alexander Macleay (mort en 1848), entomologiste britannique.
- 27 juin : Alexis Bouvard (mort en 1843), astronome français.
- 19 juillet : François-Joseph Servois[11] (mort en 1847), mathématicien français.
- 14 octobre : Nicolas Théodore de Saussure (mort en 1845), chimiste et botaniste suisse.
- 17 novembre : Leopoldo Cicognara (mort en 1834), archéologue et historien italien.
- 30 novembre : Edward Dodwell (mort en 1832), archéologue anglais.
  - Date précise inconnue :
  - John Goldingham (mort en 1849), mathématicien, ingénieur et astronome anglais.
  - John Pond (mort en 1836), astronome britannique.

## Décès
- 19 février : François Boissier de Sauvages de Lacroix (né en 1706), médecin et botaniste français.
- 22 mars : Johann Peter Süssmilch (né en 1707), pasteur et démographe statisticien prussien.

- Marie Anne Victoire Pigeon (née en 1724), mathématicienne française.